# 上海浦东金高公交
上海浦东金高公交公司，是一家在上海浦东新区运营的公共交通公司。公司为上海浦东公交的子公司。旗下线路主要覆盖浦东新区东部区域。
浦东公交金高分公司的前身是上海浦东大众交通公司。
金高公交举办了一系列社会活动。

## 分公司
- 一分公司
- 二分公司
- 三分公司
- 四分公司